# Longitud de guerra
Longitud de guerra é um filme de drama mexicano de 1976 dirigido e escrito por Gonzalo Martínez Ortega. Foi selecionado como representante do México à edição do Oscar 1977, organizada pela Academia de Artes e Ciências Cinematográficas.

## Elenco
- Víctor Alcocer
- José Luis Almada
- Mario Almada
- Pedro Armendáriz Jr.
- Fernando Balzaretti
- Elsa Benn
- Narciso Busquets
- Roberto Cañedo
- Armando Coria
- Pancho Córdova
- Eugenia D'Silva
- Ángel de la Peña García
- Alma Delfina